# Премия имени Ивана Франко в области информационной деятельности

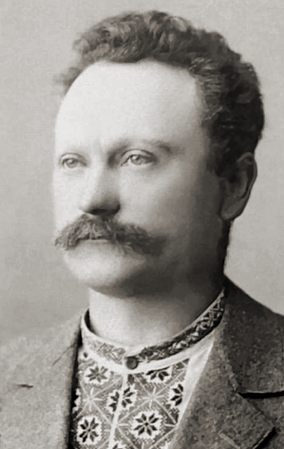
Иван Франко

Премия имени Ивана Франко в области информационной деятельности (укр. Премія імені Івана Франка у галузі інформаційної діяльності) — украинская ежегодная литературная премия, которая присуждается авторам новых оригинальных публицистических произведений в области информационной деятельности, способствующих утверждению исторической памяти народа, его национального самосознания и самобытности, направленных на укрепление государственности и демократизацию украинского общества.
Премия присуждается Государственным комитетом телевидения и радиовещания Украины с 2004 года.
Премия присуждается ежегодно 27 августа ко дню рождения Ивана Франко, западноукраинского писателя, поэта, публициста и деятеля революционного социалистического движения.
Размер премии — 2000 гривен каждая за счет средств, предусмотренных на эти цели в государственном бюджете, которая распределяется Государственным комитетом телевидения и радиовещания Украины в следующих номинациях:
- за лучшую публикацию в печатных средствах массовой информации;
- за лучшее произведение в телевизионной сфере;
- за лучшее произведение в радиовещательной сфере;
- за лучшую научную работу в информационной сфере.

Лауреатами премии в разные годы были: Е. Бенкендорф, Д. Кулиняк, И. Мащенко, А. Цаплиенко, Ю. Шаповал и другие.